# Duqueine Team
Duqueine Team (anciennement Duqueine Engineering) est une écurie française de sport automobile, fondée en 2014 par Gilles Duqueine et Yann Belhomme et basée à Alès. Cette écurie a participé à différentes compétitions automobiles.

## Historique

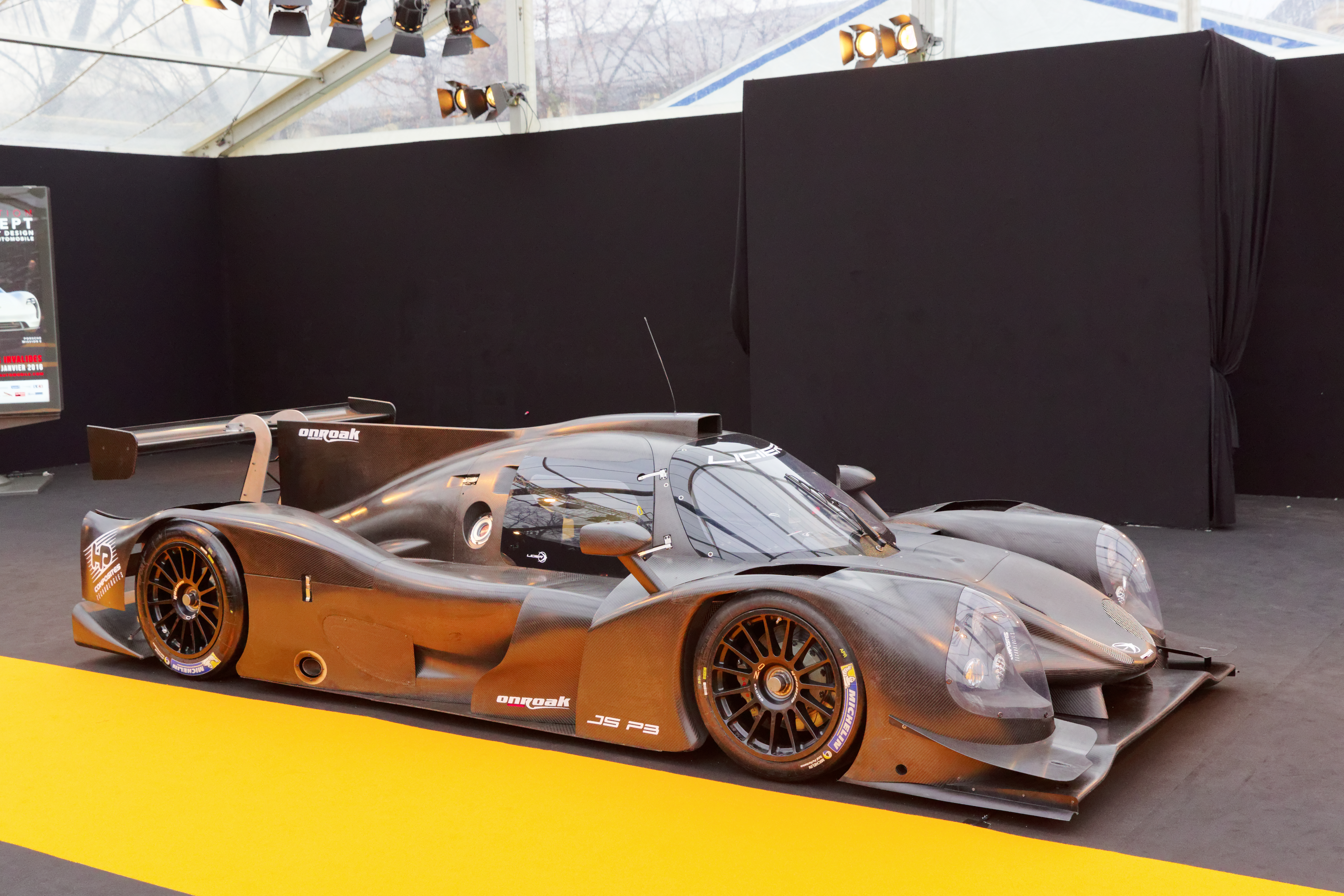
Prototype Ligier JS P3

En 2014, l'écurie Duqueine Engineering est fondée par Gilles Duqueine, ancien pilote professionnel chez Marlboro et industriel spécialisé notamment dans l'aéronautique, et Yann Belhomme, technicien spécialisé dans le sport sport automobile. Cette même année, l'écurie se lance dans le Championnat de France GT avec des Ferrari 458 Italia GT3. Pour l'accompagner dans ce projet, Gilles Duqueine a été épaulé par la famille Ayari.
En 2015, pour sa seconde année d'existence, Duqueine Team rempile en Championnat de France avec une paire de Ferrari 458 Italia GT3 et deux solides équipages. Les ambitions sont claires et affichées : les titres Pilotes et Équipes.
En 2017, le Duqueine Team a été actif dans trois championnats avec l'European Le Mans Series, le VdeV Endurance Series et la Michelin Le Mans Cup. En parallèle, le Road To Le Mans a été au menu. Deux Ligier JS P3 ont débuté l'European Le Mans Series avec comme objectif de jouer les premiers rôles dans la catégorie LM P3 avec deux équipages alliant jeunesse et expérience. Durant la saison, un des châssis Ligier JS P3 a été remplacé par une Norma M30. Une Ligier JS P3 a également pris part à la Michelin Le Mans Cup.
Pour 2018, à la suite du rachat de Norma par Duqueine, l'équipe se retire des championnats LMP3 pour laisser s'exprimer les clients Norma sur la piste avec la Norma M30.
En 2018 et 2019, l'équipe participe à l'European Le Mans Series avec plusieurs podiums à la clé pour l'équipage. Nelson Panciatici, Pierre Ragues et Nicolas Jamin se partagent le baquet sur la saison 2018, tandis que Richard Bradley remplace Panciatici en 2019.
L'équipe originaire d'Alès participe également pour la toute première fois aux 24 Heures du Mans en 2019 avec Nicolas Jamin, Pierre Ragues et Romain Dumas. Cette épreuve se solde par une septième place en catégorie LMP2 pour Duqueine Team.
Pour l'année 2020, plusieurs choses évoluent au sein de la structure. Yann Belhomme quitte son poste chez Duqueine et Max Favard prend le rôle de Team Principal après avoir été ingénieur d'exploitation durant plus de deux ans. Un tout nouvel équipage est réuni pour participer à une troisième saison d'European Le Mans Series et aux 24 Heures du Mans 2020 : Konstantin Tereshchenko, Jonathan Hirschi et Tristan Gommendy.
En 2021, l'écurie change de charte visuelle et passe au vert fluo. Pour cette saison, Memo Rojas et René Binder rejoignent Tristan Gommendy, qui prolonge d'une saison.

## Palmarès

### Résultats aux24 Heures du Mans

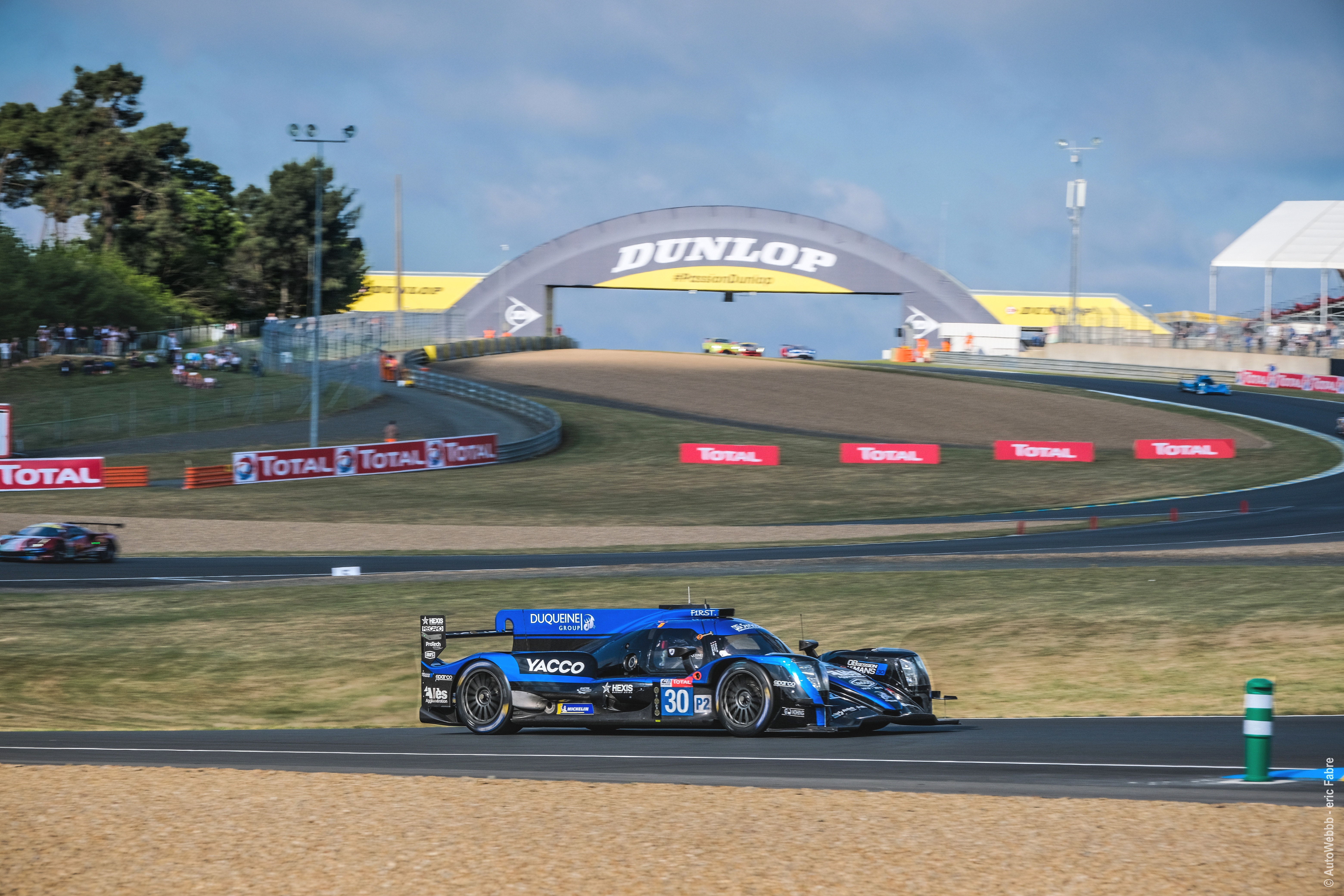
L'Oreca 07 de l'écurie Duqueine Engineering lors des 24 Heures du Mans 2019

| Année | Classe | no | Pilotes                                                   | Voiture  | Pneus | Tours | Pos. |
| ----- | ------ | -- | --------------------------------------------------------- | -------- | ----- | ----- | ---- |
| 2019  | LMP2   | 30 | Nicolas Jamin Pierre Ragues Romain Dumas                  | Oreca 07 | M     | 363   | 12e  |
| 2020  | LMP2   | 30 | Tristan Gommendy Jonathan Hirschi Konstantin Tereshchenko | Oreca 07 | M     |       |      |
| 2021  | LMP2   | 30 | Tristan Gommendy Memo Rojas René Binder                   | Oreca 07 | G     |       | 9e   |
| 2023  | LMP2   | 30 | Neel Jani Nicolas Pino René Binder                        | Oreca 07 | G     |       | 3e   |

### Résultats enEuropean Le Mans Series(2016-)

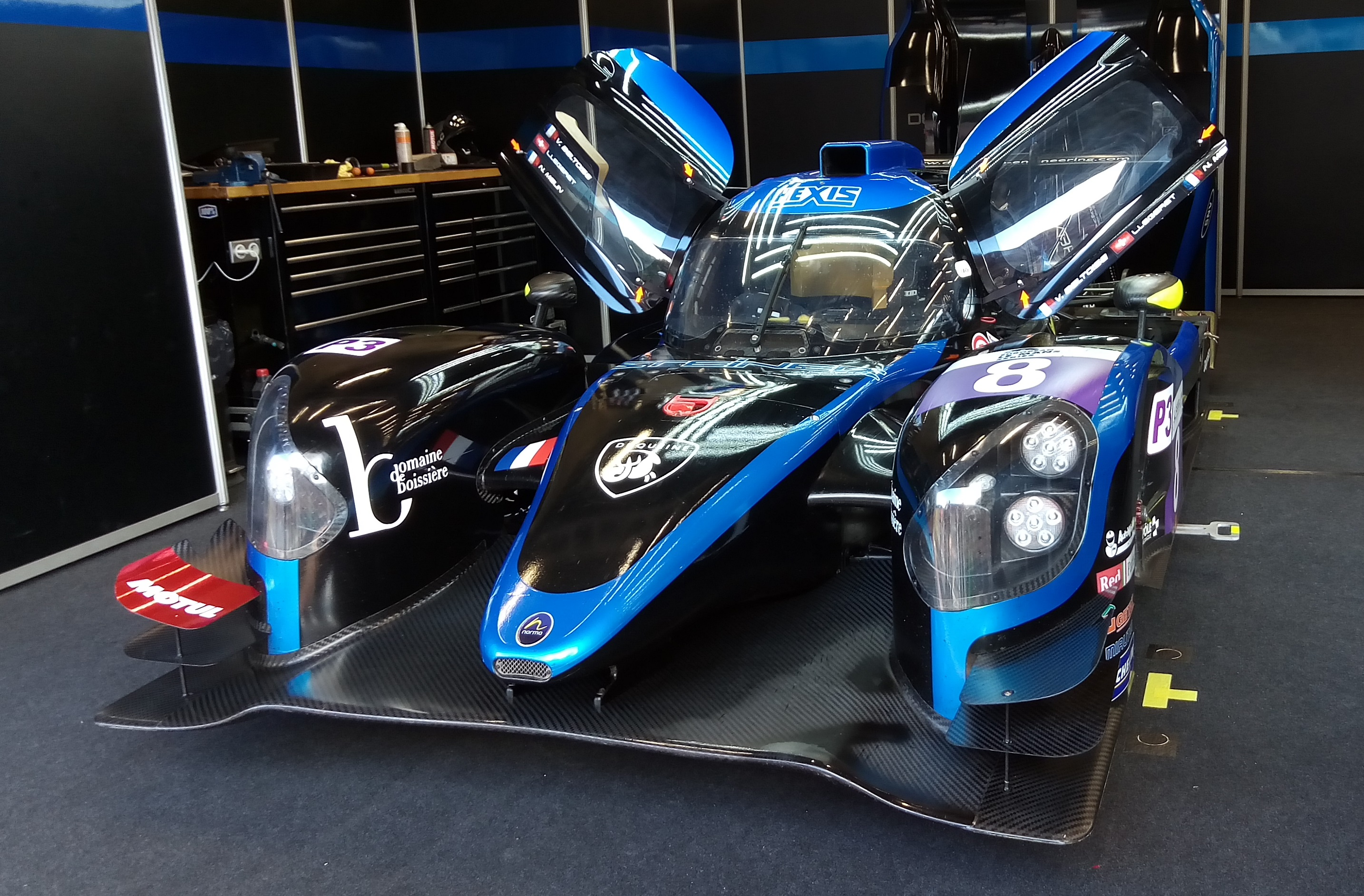
Norma M30 de l'écurie Duqueine Engineering lors des 4 Heures de Spa 2017

| Année | Classe | no | Voiture      | Pneus | 1        | 2      | 3        | 4        | 5        | 6        | Total | Pos. |
| ----- | ------ | -- | ------------ | ----- | -------- | ------ | -------- | -------- | -------- | -------- | ----- | ---- |
| 2016  | LMP3   | 19 | Ligier JS P3 | M     | SIL 4    | IMO 4  | RBR 2    | LEC 2    | SPA Abd. | EST 9    | 62    | 3e   |
| 2016  | LMP3   | 20 | Ligier JS P3 | M     | SIL 10   | IMO 11 | RBR 11   | LEC 13   | SPA 10   | EST Abd. | 3,5   | 18e  |
| 2017  | LMP3   | 7  | Ligier JS P3 | M     | SIL 11   | MON 8  |          |          |          |          | 37.5  | 8e   |
| 2017  | LMP3   | 7  | Norma M30    | M     |          |        | RBR 9    | LEC Abd. | SPA 2    | POR 4    | 37.5  | 8e   |
| 2017  | LMP3   | 8  | Ligier JS P3 | M     | SIL Abd. | MON 13 |          |          |          |          | 2.5   | 17e  |
| 2017  | LMP3   | 8  | Norma M30    | M     |          |        | RBR 11   | LEC NC   | SPA 13   | POR 10   | 2.5   | 17e  |
| 2018  | LMP2   | 29 | Oreca 07     | M     | LEC 3    | MON 6  | RBR Dsq. | SIL 7    | SPA 5    | POR Abd. | 34    | 8e   |
| 2019  | LMP2   | 29 | Oreca 07     | M     | LEC 3    | MON 6  | BAR 4    | SIL Abd. | SPA 5    | POR Abd. | 45    | 6e   |
| 2020  | LMP2   | 30 | Oreca 07     | M     | LEC Abd. | SPA 4  | LEC 9    | MON 7    | POR 2    |          | 38    | 6e   |
| 2021  | LMP2   | 30 | Oreca 07     | G     | BAR Abd. | REB 9  | LEC 4    | MON 5    | SPA 2    | POR Abd. | 52    | 5e   |

N.B. * Saison en cours. Les courses en gras indiquent une pole position, les courses en italique indiquent le meilleur tour de course.

### Résultats enMichelin Le Mans Cup(2016-2017)
| Saison | Équipe               | Voiture                 | ITA | LMS | LMS | AUT | LEC | SPA | POR | Total | Pos. |
| ------ | -------------------- | ----------------------- | --- | --- | --- | --- | --- | --- | --- | ----- | ---- |
| 2016   | No. 17 Duqueine Team | Ferrari F458 Italia GT3 |     | 7   |     |     |     |     |     | 6     | 17   |
| 2017   | No. 9 Duqueine Team  | Ligier JS P3            | 15  | 33  | 27  | 21  | 8   | 10  | 13  | 7     | 17   |
| 2017   | No. 10 Duqueine Team | Ligier JS P3            |     | 31  | 40  |     |     |     |     | 0.5   | 26   |
| 2017   | No. 11 Duqueine Team | Ligier JS P3            |     |     | 13  |     |     |     |     | 0.5   | 27   |

## Pilotes
- Scott Andrews (2017)
- Ben Anderson
- Vincent Beltoise (2017)
- René Binder (2021-)
- Antonin Borga (2016-2017)[8]
- Lucas Borga (2017)
- Philippe Bourgois
- Richard Bradley (2019)
- Romain Brandela
- Eric Clement (2016)
- Tristan Gommendy (2020-)
- Aurélien Comte
- David Droux (2016-2017)
- Gilles Duqueine
- Sébastien Dumez
- David Hallyday (2016)
- Christophe Hamon (2016)
- Henry Hassid (2017)
- Jonathan Hirschi (2020)
- Romain Iannetta (2016)
- Nicolas Jamin (2018-2019)
- Joel Janco (2017)
- Jonatan Jorge (2017)
- Kenton Koch (2017)
- Gerry Kraut (2017)
- Robert Kubica[9],[10]
- Lucas Légeret (2017)
- Douglas Lundberg (2017)
- Dino Lunardi (2016)
- Lonni Martins (2016)
- Nicolas Melin (2017)[11]
- Nelson Panciatici (2018)
- Maxime Pialat (2016)
- Jean-Claude Police
- Pierre Ragues (2018-2019)
- Memo Rojas (2021-)
- Pierre Sancinéna
- Nicolas Schatz (2017)[12]
- Valentin Simonet
- Thierry Soave
- Bruno Strazzer
- Konstantin Tereshchenko (2020)